# Parafia Nawrócenia św. Pawła Apostoła w Warszawie
Parafia Nawrócenia Świętego Pawła Apostoła – parafia rzymskokatolicka należąca do dekanatu grochowskiego, diecezji warszawsko-praskiej, metropolii warszawskiej Kościoła katolickiego, w Warszawie. Obsługiwana przez księży diecezjalnych.
Parafia została erygowana w 1948. Obecny kościół parafialny Nawrócenia św. Pawła Apostoła został zbudowany w latach 1978–1985.

## Historia
Parafia Nawrócenia św. Pawła Apostoła w Warszawie została erygowana w lipcu 1948 roku przez kard. Augusta Hlonda. Została ona wydzielona z części parafii Bożego Ciała, Matki Bożej Nieustającej Pomocy i Najczystszego Serca Maryi. Tymczasowym miejscem jej funkcjonowania była kaplica Braci Albertynów przy ul. Grochowskiej 194/196. Od początku istnienia parafii, władze kościelne czyniły starania o możliwość budowy kościoła na co władze nie wyrażały zgody.
9 sierpnia 1948 r. urząd kwaterunkowy opieczętował kaplicę, w której odprawiane były nabożeństwa, oraz mieszkania księży. Pretensje do lokali, w których mieściła się – zlikwidowana przez władze – szkoła i internat Albertynów rościło sobie kuratorium szkolne. Interwencję w Ministerstwie Administracji Publicznej podjął sekretarz Episkopatu, bp Zygmunt Choromański. Później sprawą zajmowali się członkowie Prezydium Rady Narodowej czy Wojewódzkiej Komisji Lokalowej. Gdy 22 sierpnia 1948 r. siłą usiłowano wprowadzić Kuratorium, wierni zajęli stanowczą postawę. Bp Choromański pisał: „Przybyłe milicja XVII Komisariatu i inne wyższe władze bezpieczeństwa, widząc stanowczą postawę wiernych, nakazały przedstawicielom Urzędu Kwaterunkowego i Kuratorium opuścić teren aż do decyzji wyższych władz”.
Mimo wielu kłopotów (np. księża musieli wynajmować mieszkania w różnych częściach parafii), życie religijne rozwijało się. Powstał Żywy Różaniec, Caritas, Krucjata Eucharystyczna, chór kościelny. 28 października 1951 r. parafia została oddana opiece Najświętszego Serca Jezusowego. W rok później dla wiernych nie mieszczących się w kaplicy zbudowano prowizoryczny ołtarz w oknie kaplicy, później dobudowano taras. W 1959 r. powstała kaplica Matki Bożej Częstochowskiej, a w 1968 r. kaplica św. Józefa. Ta ostatnia, po roku istnienia spłonęła. Jednak już dziesięć dni po pożarze, w odremontowanej kaplicy odbywały się nabożeństwa. W tym okresie proboszczem był ks. Stanisław Czapski, który pełnił swą funkcję przez 21 lat, tj. do 1969 r.
Msze św. celebrowane były w niedziele i święta równocześnie w trzech kaplicach, w których w dni powszednie odbywała się katechizacja.